# (5221) Fabribudweis
(5221) Fabribudweis  es un asteroide perteneciente al cinturón de asteroides, descubierto el 16 de marzo de 1980 por Ladislav Brožek desde el Observatorio Kleť.